# ハミングバード (映画)
『ハミングバード』（原題: Hummingbird、米題: Redemption）は、2013年にイギリスで制作されたアクションスリラー映画。脚本家・スティーブン・ナイトの映画初監督デビュー作である。

## ストーリー
アフガニスタンの戦場で5人の仲間たちを目の前で殺された特殊部隊の兵士ジョゼフ・スミスは、その報復として無関係の民間人を5人独断で殺害していく。当然これは軍法違反であり、その姿は無人偵察機「ハミングバード」によってしっかりと監視されていたため、ジョゼフは軍からの逃亡を余儀なくされる。
殺害容疑の軍法会議から逃亡したジョゼフは、ロンドンでホームレスに姿を隠して生活していた。妻子からも離れ、惨めな彼の境遇を慰めてくれるのは唯一心を開いた同じホームレスの少女イザベルであった。ギャングによるホームレス狩りの際、ドラッグと酒に溺れていたジョゼフはギャングにさんざん殴られ、たまたま逃げ込んだ高級アパートメントに隠れたが、そこの住人ダイモンは半年以上もニューヨークに行っており不在であったため、ダイモンの"彼氏"を装ってそこで生活をはじめる。またその騒動の際、逃げたはずのイザベルは、ギャングの一味に捕まり、ドラッグ漬けにされた上に売春婦として風俗店に立たされていた。
ジョゼフは生きるために中国人マフィアの元で裏の仕事を着々とこなし、名を上げていく。また彼は怪我をした彼を助けてくれた修道女クリスティナに、淡い恋心をいだきはじめた。そのクリスティナも10歳のころ、自分を17回レイプした体操教員を18回目のレイプをされそうになった際に殺害したため罪には問われなかったが修道院に入ることを余儀なくされており、ふたりは互いの傷を癒やしあい助けあうのであった。
その後も、裏の仕事と同時にイザベルの捜索も進めていたジョゼフの元に、彼女が川で変わり果てた姿で発見されたという最悪の知らせが届く。これで怒りが頂点に達したジョセフは、再び復讐の鬼となり、イザベル殺害に関わった者への報復を開始する。
全ての目的を成し遂げたジョゼフは再び路上生活者に戻るが、上空から監視していたハミングバードに見つかり、軍関係者の「逮捕せよ！」の無線の声で物語は終わる。逮捕されたか、それとも再び逃げおおせたかはわからない。

## 登場人物
ジョゼフ・スミス／ジョーイ・ジョーンズ
演 - ジェイソン・ステイサム
元特殊部隊の隊員。妻子がいた。
シスター・クリスティナ
演 - アガタ・ブゼク
修道女。ロンドンの教会にいる。
ドーン
演 - ヴィッキー・マクルア
スミスの妻。一人で幼い娘を育てている。
ミスター・チョイ
演 - ベネディクト・ウォン
マフィアの関係者。
イザベル
演 - ビクトリア・ビューイック
ホームレスの少女。
タックスマン
路上者たちから金と薬を回収している。

## キャスト
| 役名                                   | 俳優                     | 日本語吹替   |
| -------------------------------------- | ------------------------ | ------------ |
| ジョゼフ・スミス／ジョーイ・ジョーンズ | ジェイソン・ステイサム   | 山路和弘     |
| シスター・クリスティナ                 | アガタ・ブゼク           | 田中敦子     |
| ドーン                                 | ヴィッキー・マクルア     | まつだ志緒理 |
| ミスター・チョイ                       | ベネディクト・ウォン     | 志村知幸     |
| イザベル                               | ビクトリア・ビューイック | 藤野泰子     |